# Saham Toney
Saham Toney – wieś w Anglii, w hrabstwie Norfolk, w dystrykcie Breckland. Leży 34 km na zachód od Norwich i 136 km na północny wschód od Londynu. W 2001 miejscowość liczyła 1565 mieszkańców.